# Východočeský dopravní integrovaný systém
Východočeský dopravní integrovaný systém (VYDIS) je systém zónově-relační tarifní integrace časového jízdného městských hromadných doprav Hradce Králové a Pardubic (provozované městskými dopravními podniky), příměstské železniční dopravy Českých drah v okolí těchto měst a mezi nimi a v minulosti též regionální autobusové dopravy společnosti ORLOBUS na území města Jaroměře. Jízdní doklady VYDIS vydávají pouze České dráhy a. s., které fakticky zastávají roli organizátora tohoto systému. VYDIS je nejstarším integrovaným dopravním systémem v oblasti východních Čech. Oblast IDS VYDIS na železničních tratích spadá do oblasti celokrajského integrovaného systému IREDO, do nějž naopak nespadá MHD obou krajských měst.

## Historie
Již v 80. letech 20. století si městské dopravní podniky Hradce a Pardubic navzájem uznávaly jízdenky pro jednotlivou jízdu pro MHD, ale tato praxe nebyla označována jako integrovaný dopravní systém.
Integrovaný dopravní systém VYDIS vznikl v jednodušší podobě a menším rozsahu (pouze zóny 1–9, tj. z Hradce Králové a Pardubic do Chrudimi, Jaroměři a Smiřic) v lednu 2002. Linky společnosti ORLOBUS byly do systému zapojeny snad od 1. března 2004. Vzhledem k tomu, že systém zahrnuje dva kraje, žádný z nich se neujal role koordinátora a systém tak stojí pouze na dohodě dopravců, která by i přes dobré úmysly mohla být z hlediska legislativy hodnocena jako nedovolená kartelová dohoda. Základem spolupráce je „Smlouva o vzájemném uznávání
integrovaných jízdních dokladů ve VYDIS – dopravním integrovaném systému“ mezi zúčastněnými dopravci, tarif a smluvní přepravní podmínky jsou definovány přílohami této smlouvy.
Od 1. září 2004 byl rozšířen o deset nových železničních zón, a to do Třebechovic pod Orebem, Týniště nad Orlicí, Dobřenic, Chlumce nad Cidlinou, Nového Bydžova, Sadové, Přelouče, Chvaletic, Moravan a Holic, a bylo zavedeno žákovské a studentské jízdné i pro železniční zóny a změnila se forma jízdenky a způsob prokazování slevy. Zpočátku byla časová jízdenka VYDIS vydávána ke kmenovému listu časové jízdenky MHD, nově byly jízdenky VYDIS tištěny na jehličkových tiskárnách z pokladních terminálů Českých drah a vydávány k celostátně platným průkazům na slevu nebo k čipovým kartám dopravců či měst.
Jaroměřské zóny 30 a 10 zanikly a ORLOBUS a. s. přestal mít v systému účast kolem roku 2010 v souvislosti s rozšiřováním krajského integrovaného systému IREDO.
Výhledově se očekává zánik celého systému VYDIS a jeho nahrazení systémem IREDO.

## Rozsah systému
- Zóna č. 1 VYDIS je tvořena tarifními pásmy I a II městské hromadné dopravy Dopraního podniku města Hradce Králové a. s. v Hradci Králové
- Zóna č. 2 VYDIS je tvořena sítí městské hromadné dopravy Dopravního podniku města Pardubic a. s. v Pardubicích
- Zóna č. 30 VYDIS byla autobusová doprava společnosti ORLOBUS a. s. v Jaroměři – od vzniku systému nejméně do roku 2009,[5][6] (pravděpodobně do data rozšíření IREDO v červnu 2010) v roce 2011 již není zařazeno do VYDIS

Do systému VYDIS jsou zařazeny osobní a spěšné vlaky i rychlíky Českých drah v traťových úsecích:
- Trať 020: Chlumec nad Cidlinou – Hradec Králové hlavní nádraží – Týniště nad Orlicí
- Trať 031: Pardubice hlavní nádraží – Hradec Králové hlavní nádraží – Jaroměř
- Trať 238: Pardubice hlavní nádraží – Chrudim

Osobní a spěšné vlaky Českých drah jsou do systému zařazeny v traťových úsecích:
- Trať 010: Chvaletice – Pardubice hlavní nádraží – Moravany
- Trať 016: Moravany – Holice
- Trať 016: Chrudim – Chrudim město
- Trať 040: Chlumec nad Cidlinou – Nový Bydžov
- Trať 041: Hradec Králové hlavní nádraží – Sadová

Tzv. zóny nejsou na železničních tratích tvořeny dílčími úseky nebo oblastmi (buňkami), které by na sebe navazovaly, ale číslo zóny označuje přepravní relace, tj. jednotlivé úseky spadají většinou do více souběžných zón najednou.
- Zóna č. 3: úsek trati 031 Pardubice hlavní nádraží – Hradec Králové hlavní nádraží
- Zóna č. 4: úsek trati 031 Hradec Králové hlavní nádraží – Smiřice – Jaroměř
- Zóna č. 5: úsek trati 031 Pardubice hlavní nádraží – Hradec Králové hlavní nádraží – Smiřice – Jaroměř
- Zóna č. 6: úsek tratí 016 a 238 Chrudim město – Chrudim – Pardubice hlavní nádraží
- Zóna č. 7: úsek tratí 016, 238 a 031 Chrudim město – Chrudim – Pardubice hlavní nádraží – Hradec Králové hlavní nádraží
- Zóna č. 8: úsek trati 031 Hradec Králové hlavní nádraží – Smiřice
- Zóna č. 9: úsek trati 031 Pardubice hlavní nádraží – Hradec Králové hlavní nádraží – Smiřice
- Zóna č. 10: byl úsek trati 031 Smiřice – Jaroměř (zrušena pravděpodobně k datu rozšíření IREDO v červnu 2010)
- Zóna č. 11: úsek trati 020 Hradec Králové hlavní nádraží – Třebechovice pod Orebem
- Zóna č. 12: úsek trati 020 Hradec Králové hlavní nádraží – Třebechovice pod Orebem – Týniště nad Orlicí
- Zóna č. 13: úsek trati 020 Hradec Králové hlavní nádraží – Dobřenice
- Zóna č. 14: úsek trati 020 Hradec Králové hlavní nádraží – Dobřenice – Chlumec nad Cidlinou
- Zóna č. 15: úsek tratí 020 a 040 Hradec Králové hlavní nádraží – Dobřenice – Chlumec nad Cidlinou – Nový Bydžov
- Zóna č. 16: úsek trati 041 Hradec Králové hlavní nádraží – Sadová
- Zóna č. 17: úsek trati 010 Pardubice hlavní nádraží – Přelouč
- Zóna č. 18: úsek trati 010 Pardubice hlavní nádraží – Přelouč – Chvaletice
- Zóna č. 19: úsek trati 010 Pardubice hlavní nádraží – Moravany
- Zóna č. 20: úsek tratí 010 a 016 Pardubice hlavní nádraží – Moravany – Holice

## Jízdenky
Jízdné pro jednotlivou cestu v tarifu VYDIS neexistuje. Dle tarifu VYDIS jsou vydávány jízdenky:
- jednodenní pro zóny 1+2+3. Před nástupem do vozidla prvního dopravce musí cestující na jízdence vyplnit datum platnosti a přelepit jej ochrannou fólií. Jízdenka platí pro zapsaný kalendářní den (t. j. do 24 hodin toho dne).
- časové 7denní a 30denní pro zvolenou kombinaci zón. Je možno zvolit buď kombinaci 1+2+3 nebo kombinaci zóny 1 s jednou přilehlou zónou nebo kombinaci zóny 2 s jednou přilehlou zónou.[7] Dokud existovaly zóny 30 a 10, existovaly též kombinace 1+4+30, 4+30 a 10+30[8] Pro každou kombinaci zón stanoví tarif explicitně ceny jednotlivých druhů jízdenek VYDIS.[7]

Jízdenky VYDIS mají kromě základní, občanské verze (O) též zlevněné verze pro děti do 15 let (D) a pro žáky a studenty (S). Jednodenní jízdenka pro zóny 1+2+3 se slevou D platí i pro důchodce, časové jízdenky slevu pro důchodce nemají. Jednodenní žákovskou a studentskou jízdenku lze využít i o prázdninách, časová žákovská nebo studentská jízdenka neplatí v červenci a v srpnu.
Jednodenní jízdenky jsou přenosné, tj. nejsou vázány na konkrétního cestujícího. Nárok na zlevněné jízdné dětí nebo studentů se dokládá při kontrole průkazkou s viditelnými údaji dokládajícími identitu a věk, vydanou některým železničním nebo autobusovým dopravcem dle výměru MF ČR, nárok na studentské jízdné lze doložit též kartou ISIC, důchodci nárok dokládají příslušném průkazem Českých drah. In-kartu nelze použít pro dokládání nároku na zlevněnou jednodenní jízdenku pro důchodce nebo studenty.
Časové jízdenky (7 a 30denní) jsou nepřenosné a platí pouze s personalizovanou průkazkou, ke které byly vydány a jejíž číslo je na ní uvedeno. Pro občanské jízdné jako taková průkazka může být uznána pouze Pardubická karta v personalizované verzi, Městská karta města Hradce Králové, nepřenosná In-karta nebo průkazka ČD vydaná (za poplatek) pro potřebu tarifu VYDIS. Nárok na studentské a žákovské jízdné lze doložit jen žákovskou průkazkou vydanou některým železničním nebo autobusovým dopravcem dle výměru MF ČR. Původně měly časové jízdenky formu časového kupónu k průkazce ČD nebo průkazce MHD.
Časové jízdenky VYDIS se prodávají pouze v pokladnách ČD ve vyjmenovaných větších stanicích (převážně výchozí a koncové stanice zón), jednodenní jízdenky VYDIS prodávají pouze ty z nich, které jsou na území Hradce nebo Pardubic (v současné době po dvou stanicích v každém z těchto měst). Zúčastněné městské dopravní podniky tyto jízdenky nevydávají. Původně se údajně jednodenní jízdenky VYDIS prodávaly v informačních střediscích DP Hradce Králové, DP Pardubice a u řidičů linek MHD; u řidičů však pouze nezlevněná varianta.
Tarif VYDIS platí ve vlacích jen ve 2. vozové třídě.
Při cestě za hranici nakoupených zón lze jízdenky navazovat, tj. k jízdence VYDIS přikoupit jízdenku dle tarifu Českých drah od hranice zaplacené zóny dále.

## Dopravci
- Dopravní podnik města Hradce Králové a. s.
- Dopravní podnik města Pardubic a. s.
- České dráhy a. s.
- dříve též Orlobus a. s.